# Strada statale 472 Bergamina
Die Strada statale 472 Bergamina ist eine ehemalige Staatsstraße in Italien.
Die Straße wurde nach den „Bergamini“ benannt, den Schäfern die auf ihre Reise von den Alpen in die Poebene diese Straße benutzten.

## Geschichte
Die Straße wurde 1964 als Staatsstraße zwischen Treviglio und Lodi gewidmet und erhielt die Nummer 472 und die Bezeichnung „Bergamina“.
2001 wurde sie entwidmet und der Region Lombardei übergeben.